# Lepidodermella tabulata
Lepidodermella tabulata är en djurart som tillhör fylumet bukhårsdjur, och som först beskrevs av Preobrajenskaja 1926.  Lepidodermella tabulata ingår i släktet Lepidodermella och familjen Chaetonotidae. Inga underarter finns listade i Catalogue of Life.